# La Yeguada
La Yeguada, també conegut com a Chitra-Calobre, és un estratovolcà situat a la província de Veraguas, Panamà, al nord de la península d'Azuero. Actiu del Miocè fins al Quaternari, la darrera erupció va tenir lloc fa uns 45.000 anys. El seu cim s'eleva fins als 1.297 msnm. Hi ha diverses fonts d'aigües termals escampades per tot el complex. El camp geotèrmic de Chitra-Calobre és una de les tres zones de Panamà que han estat objecte d'exploració geotèrmica.